# O, rămâi...
„O, rămâi...” este o poezie scrisă de Mihai Eminescu și publicată pentru prima oară în Convorbiri literare, în numărul din 1 februarie 1879. Este una din poeziile eminesciene ce ne anunță ideea unui raport dintre natură și om (poet). Este alcătuită din 7 strofe. Primele 5 fac parte din primul tablou, iar celelalte 2 din al doilea tablou. 
În primul tablou vorbește pădurea, iar în strofele 6 și 7 vorbește eul liric.
În această poezie, personificarea naturii atinge cote maxime. Pădurea capătă chip uman, prin intermediul copilăriei autorului. Se sugerează chiar îmbătrânirea naturii, în paralel cu îmbătrânirea umană. Odată cu trecerea timpului, pădurea nu mai poate fi înțeleasă. Personificarea poate fi argumentată prin faptul că: Pădurea îi vorbește, spunându-i O, ramâi, îl vede, observându-l cu atenție, concluzionând "Te asamăn unui prinț". Mai mult decât atât, Pădurea este o ființă analitică, plină de rațiune, ea pare că stăpânește taina timpului Anii tăi se par ca clipe,/Clipe dulci se par ca veacuri. Dar, tocmai în acest context, numai amintirea, care devine cheia acestui proces, aparent reversibil, deci numai ea îi salvează pe amândoi (om-natură) de trecerea timpului.